# Пурнозеро (озеро, Лоухский район)
Пурнозеро — пресноводное озеро на территории Кестеньгского сельского поселения Лоухского района Республики Карелии.

## Общие сведения
Площадь озера — 2,4 км², площадь водосборного бассейна — 19,4 км². Располагается на высоте 127,3 метров над уровнем моря.
Форма озера лопастная, продолговатая: оно почти на пять километров вытянуто с запада на восток. Берега изрезанные, каменисто-песчаные, преимущественно возвышенные.
Из залива на северо-западной стороне озера вытекает безымянный водоток, втекающий с правого берега на высоте 122,1 м над уровнем моря в реку Чёрную, впадающую в озеро Новое, через которое протекает река Кереть, которая, в свою очередь, впадает в Белое море.
В озере расположено не менее трёх небольших безымянных островов.
К озеру подходит лесовозная дорога.
Код объекта в государственном водном реестре — 02020000711102000002392.